# Trichohoplorana dureli
Trichohoplorana dureli är en skalbaggsart som beskrevs av Stefan von Breuning 1961. Trichohoplorana dureli ingår i släktet Trichohoplorana och familjen långhorningar. Inga underarter finns listade i Catalogue of Life.